# Normalschule in Paderborn
Die Normalschule in Paderborn war eine 1790 gegründete Einrichtung zur Lehrerausbildung in Paderborn.

## Geschichte
Im Jahre 1790 gründete der Paderborner Fürstbischof Franz Egon von Fürstenberg die Normalschule in Paderborn nach dem Vorbild der Normalschule in Münster, die von seinem Bruder Franz von Fürstenberg gegründet und von Bernhard Heinrich Overberg geleitet wurde. In der Normalschule wurden Lehramtskandidaten ausgebildet und schon im Amt befindliche Landschullehrer fortgebildet.  Der Franziskanerpater Damasius Himmelhaus (1760–1822) war ab 1799 zugleich Normalschullehrer und Schulinspektor im Hochstift Paderborn. Die Normalschule blieb auch während der preußischen Besatzung und des Königreichs Westphalen erhalten.
Der Gründung der Normalschule war eine fürstbischöfliche Verordnung vom 31. August 1788 zur Schulordnung vorangegangen. Darin wurde auf die Wichtigkeit des Unterrichts aufmerksam gemacht und die gesetzliche Schulpflicht der Schüler vom 5. oder 6. bis zum vollendeten 14. Lebensjahr festgeschrieben. Ferner wurde der Unterrichtsgegenstand festgelegt sowie eine eigene Kommission eingerichtet, die die Fähigkeit der Lehrer überprüfte und den fähigen Lehrern einen Unterhaltszuschuss aus der Landeskasse bewilligte. Den weniger fähigen Lehrern wurde eine Weiterbildung von 3 bis 4 Monate mit anschließender Prüfung nahegelegt.
Bei den Reformen des Schulwesens orientierte sich Fürstbischof Franz Egon zum Teil an den Reformen seines Bruders Franz von Fürstenberg im Hochstift Münster. Diese Reform wurde von der damaligen Pädagogik als fortschrittlich anerkannt. Die eingerichtete Normalschule diente zur besseren Ausbildung der Landschullehrer. Zudem löste die Reform in den Gymnasien die deutsche Sprache Latein als allgemeine Unterrichtssprache ab. Im Jahre 1686 hatte man schon in einer Kirchenordnung den Schulunterricht im Hochstift erwähnt. Daraufhin wurden viele Dorfschulen gegründet.
Als Nachfolgeinstitution der Normalschule wurde 1832 das Lehrerinnenseminar in Paderborn und 1825 das Lehrerseminar in Büren gegründet. Im Jahre 1907 wurde in Paderborn das Lehrerseminar angesiedelt. In der Mitte der 1920er Jahre wurden die Lehrer- und Lehrerinnenseminare in eine Pädagogische Akademie zusammengeführt. Im Jahre 1965 wurde als deren Nachfolgeinstitution die Pädagogische Hochschule Westfalen-Lippe Abteilung Paderborn in Paderborn gegründet, welche in der 1972 neugegründeten Gesamthochschule und spätere Universität Paderborn aufgegangen ist.